# Liste der Monuments historiques in Civrac-en-Médoc
Die Liste der Monuments historiques in Civrac-en-Médoc führt die Monuments historiques in der französischen Gemeinde Civrac-en-Médoc auf.

## Liste der Bauwerke
| Bezeichnung      | Beschreibung              | Standort | Kennzeichnung | Schutzstatus | Datum | Bild |
| ---------------- | ------------------------- | -------- | ------------- | ------------ | ----- | ---- |
| Kirche St-Pierre | Erbaut im 12. Jahrhundert | (Lage)   | PA00083520    | Inscrit      | 1925  |      |

## Liste der Objekte
| Bezeichnung                      | Beschreibung               | Standort                       | Kennzeichnung | Schutzstatus | Datum | Bild |
| -------------------------------- | -------------------------- | ------------------------------ | ------------- | ------------ | ----- | ---- |
| Kapitell                         | Stein, 11./12. Jahrhundert | in der Kirche St-Pierre (Lage) | PM33000468    | Classé       | 1913  |      |
| Votivgabe: Modell eines Schiffes | Holz, 19. Jahrhundert      | in der Kirche St-Pierre (Lage) | PM33001505    | Inscrit      | 1981  |      |